# Kvik
Kvik A/S är en dansk tillverkare av kök, garderober och badrum.
Firman grundades 1983 i Kibæk av Knud B. Troelsen. 2005 blev företaget sålt till det svenska Ballingslöv.
2004 flyttade Kvik från Kibæk till nytt kontor i Vildbjerg, utanför Herning, där produktion, lager och huvudkontor finns.
Kvik har mer än 150 butiker fördelat i Norden, Väst- och Sydeuropa, samt Thailand.